# Mary Lambert
Mary Danielle Lambert (Seattle, Washington, 3 mei 1989) is een Amerikaans singer-songwriter, spoken word-artiest en LGBTQ-activist. Zij is vooral bekend van het nummer "Same Love", haar samenwerking met Macklemore en Ryan Lewis. Als solozangeres heeft zij twee studioalbums uitgebracht: Heart on My Sleeve uit 2014 en Grief Creature uit 2019.

## Vroege leven
Lambert is geboren in Seattle, maar groeide op in het nabijgelegen Everett. Zij maakte deel uit van de Pinksterbeweging, waar haar familie uit werd gezet nadat haar moeder uit de kast kwam als lesbienne. Lambert bekeerde zich later tot het evangelisch christendom en kwam uiteindelijk zelf als zeventienjarige uit de kast als lesbienne. Lambert werd als kind door haar vader en anderen seksueel misbruikt en werd, zoals ze zichzelf omschreef, een "depressieve achtjarige". Op zesjarige leeftijd leerde zij zichzelf piano spelen en liedjes schrijven om aan de werkelijkheid te ontsnappen.

## Carrière
Lambert nam in 2008 deel aan de dichtcompetitie Brave New Voices, die werd uitgezonden op HBO.

### 2012–13: Doorbraak met "Same Love"
In 2012 schreef Lambert mee aan "Same Love", een single van Macklemore en Ryan Lewis. Zij verzorgde tevens de zang tijdens het refrein. Het groeide uit tot een wereldwijde top 10-hit; zo kwam het op de eerste positie in Australië en Nieuw-Zeeland en kwam het in het Verenigd Koninkrijk tot de zesde plaats, maar in de Verenigde Staten bleef het op de elfde plaats steken. Op 2 oktober 2012 werd een videoclip uitgebracht bij de single. In 2012 kwam tevens haar debuut-ep Letters Don't Talk uit.
In januari 2013 bracht Lambert het dichtalbum 500 Tips for Fat Girls uit. In de zomer van 2013 bracht zij haar debuutsingle als solo-artiest uit, genaamd "She Keeps Me Warm". Het bevat een sample van het refrein dat zij schreef voor "Same Love". Op 17 december 2013 bracht zij haar ep Welcome to the Age of My Body uit, met een nieuwe versie van "She Keeps Me Warm" onder de titel "Body Love".

### 2014–heden:Heart on My SleeveenGrief Creature
In 2014 werd Lambert genomineerd voor twee Grammy Awards: een voor Song of the Year voor "Same Love" en de andere voor Album of the Year voor The Heist van Macklemore en Ryan Lewis als gastartiest. Tijdens de uitreiking van de awards zong zij het nummer met Macklemore, Lewis en Madonna.
Gedurende 2014 was Lambert op tournee met Gavin DeGraw en Matt Nathanson. In oktober van dat jaar bracht zij haar debuutalbum Heart on My Sleeve uit. De single "Secrets" werd een nummer 1-hit in de Amerikaanse dancelijsten.
In 2016 was Lambert te horen op de single "Hands", een liefdadigheidssingle ter nagedachtenis aan de slachtoffers van de schietpartij in Orlando op 12 juni 2016. Dat jaar deed zij ook mee aan de cover van Superfruit van het Katy Perry-nummer "Rise". Verder bracht zij haar eigen single "Hang Out with You" uit, dat een jaar later verscheen op haar ep Bold.
In 2018 bracht Lambert haar tweede dichtalbum Shame Is an Ocean I Swim Across uit. In 2019 kwam haar tweede album Grief Creature uit.

## Stijl
De schrijfstijl van Lambert wordt vaak vergeleken met die van Adele, Tori Amos, Bon Iver en James Blake. In een interview vertelde zij dat haar muziek en gedichten "veel duisternis, droefheid en rouw" bevatten. Zij gebruikt veel eigen ervaringen in haar muziek, waaronder haar jeugdtraumas, seksueel misbruik, zelfbeeld, bipolaire stoornis en seksualiteit. Zo gaat het refrein van "Same Love" over haar ervaringen als een lesbienne die opgroeit in een christelijke omgeving.

## Discografie

### Albums
- 2014: Heart on My Sleeve
- 2019: Grief Creature

### Extended plays
- 2012: Letters Don't Talk
- 2013: Welcome to the Age of My Body
- 2017: Bold

### Singles
- 2013: "She Keeps Me Warm"
- 2014: "Secrets"
- 2016: "Hang Out with You"
- 2019: "Born Sad"
- 2020: "Dear Jo"

### Gastoptredens
- 2012: "Same Love" (met Macklemore en Ryan Lewis)
- 2016: "Hands" (met diverse artiesten)

### Hitnoteringen

#### Singles
| Single met eventuele hitnotering(en) in de Nederlandse Top 40 | Datum van verschijnen | Datum van binnenkomst | Hoogste positie | Aantal weken | Opmerkingen                                              |
| ------------------------------------------------------------- | --------------------- | --------------------- | --------------- | ------------ | -------------------------------------------------------- |
| Same Love                                                     | 18-07-2012            | 20-07-2013            | 13              | 13           | met Macklemore en Ryan Lewis Nr. 18 in de Single Top 100 |

| Single met hitnotering(en) in de Vlaamse Ultratop 50 | Datum van verschijnen | Datum van binnenkomst | Hoogste positie | Aantal weken | Opmerkingen                  |
| ---------------------------------------------------- | --------------------- | --------------------- | --------------- | ------------ | ---------------------------- |
| Same Love                                            | 2012                  | 24-08-2013            | 11              | 14           | met Macklemore en Ryan Lewis |

#### NPO Radio 2 Top 2000
| Nummer met noteringen in de NPO Radio 2 Top 2000 | '14  | '15 | '16  | '17  | '18  |
| ------------------------------------------------ | ---- | --- | ---- | ---- | ---- |
| Same Love (met Macklemore & Ryan Lewis)          | 1335 | 926 | 1340 | 1372 | 1683 |

1. ↑  Een vetgedrukt getal geeft de hoogste notering aan.
2. ↑  2014 was het eerste jaar met een notering voor dit nummer.
3. ↑  Deze tabel is bijgewerkt tot en met de laatste editie (2024).